# Mops niveiventer
Mops niveiventer is een zoogdier uit de familie van de bulvleermuizen (Molossidae). De wetenschappelijke naam van de soort werd voor het eerst geldig gepubliceerd door Cabrera & Ruxton in 1926.